# Malvinenses
Los malvinenses o malvineros son los habitantes de las islas Malvinas. En Argentina el término kelpers es de uso frecuente, pero se considera peyorativo en las islas por sus matices negativos. En idioma inglés los isleños se llaman Falkland Islanders o simplemente Falklanders.

## Identidad

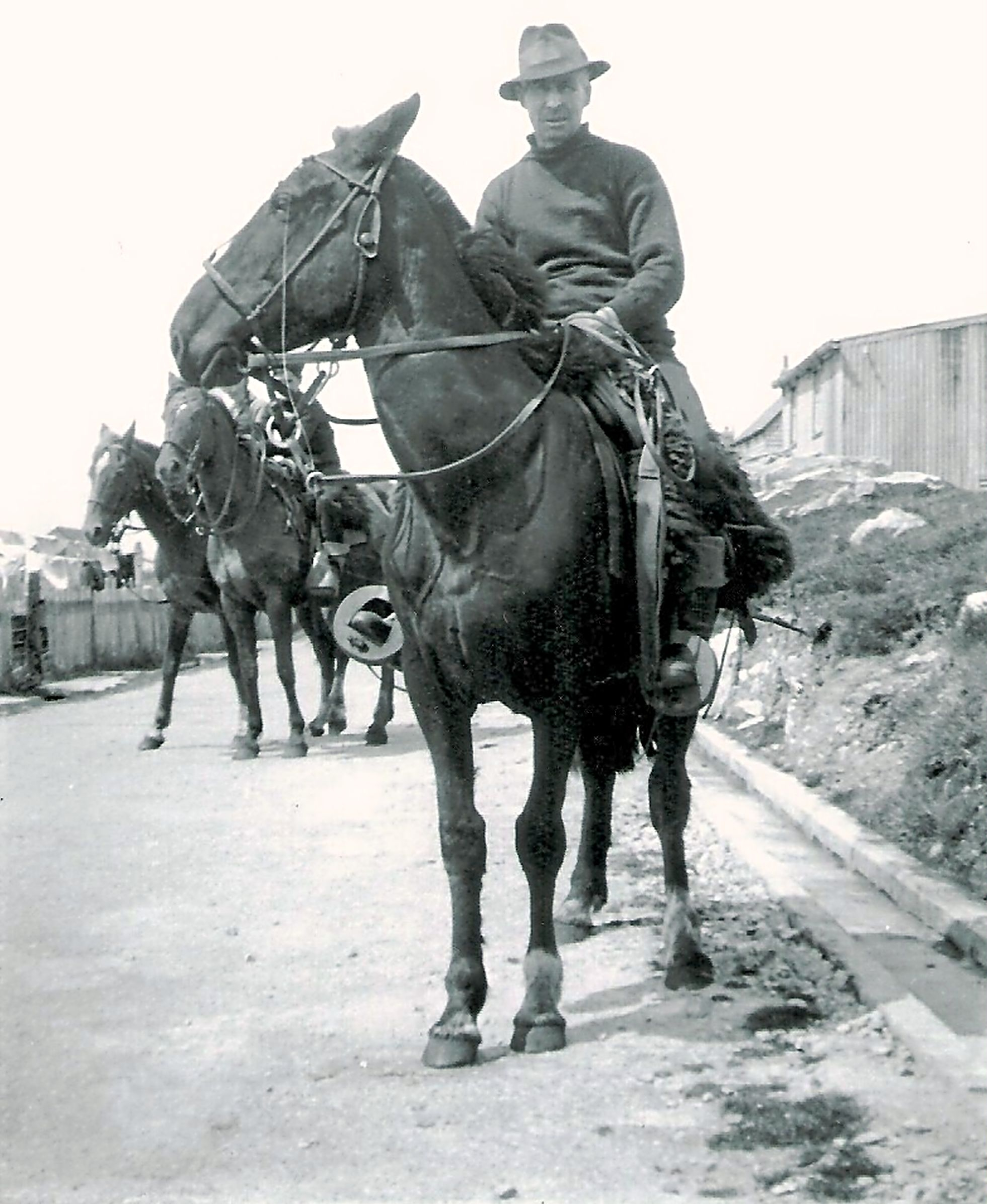
Kelper montado en su caballo hacia 1936.

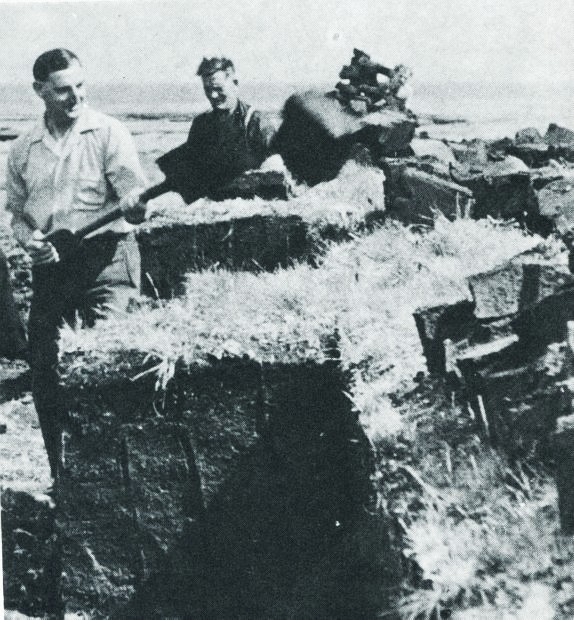
Grupo de malvinenses paleando turba hacia los años 1950. La turba era la única forma de combustible utilizada en las islas hasta la llegada de las empresas argentinas YPF y Gas del Estado.

Tras la ocupación británica de 1833, arribaron diversos colonos británicos que se unieron con los colonos argentinos que permanecieron en las islas después de dicho desembarco británico y que sobrevivieron al posterior alzamiento de Antonio Rivero en 1834. Otros grupos étnicos que han contribuido a su origen son los gibraltareños, los uruguayos, los chilenos y los escandinavos.
Los isleños, generalmente de origen británico y habla inglesa, se consideran a sí mismos británicos, pero con una identidad particular que los diferencia de los otros pueblos británicos. De acuerdo con el censo de 2012, menos del 30% de los malvinenses se definió principalmente como «británico», mientras el 57% se definió como Falkland Islander (isleño de las Malvinas).  A pesar de esta fuerte identidad isleña, los malvinenses son mayoritariamente partidarios de la posición británica en el conflicto, y reivindicaciones de independencia han sido mínimas. La mayoría de ellos tienen la ciudadanía británica, al igual que los habitantes de otros territorios británicos de ultramar como Santa Elena, Bermudas, Islas Caimán, etc. Lewis Clifton, expresidente de la Asamblea Legislativa de las Islas Malvinas, habla sobre la identidad particular de los malvinenses:

Valores culturales, económicos, sociales, políticos y educativos británicos crean unas Malvinas únicas que se parecen mucho a Gran Bretaña. Sin embargo, los isleños se sienten claramente diferentes de sus compatriotas que residen en el Reino Unido. Esto podría tener algo que ver con el aislamiento geográfico o con vivir en una isla más pequeña - quizás semejante a aquellas personas británicas que no se sienten europeas.
Lewis Clifton

Pese a que se sienten plenamente británicos e iguales a los habitantes de las islas británicas, los habitantes de Inglaterra los ven de «mentalidad cerrada», más introvertidos y reservados que los habitantes de las grandes ciudades inglesas. Los propios malvinenses sienten que en el resto del mundo los ven como «poco razonables». También son descritos como «amables aunque distantes, correctos y pacientes si alguien no logra hacerse entender», «francos, algo ingenuos» y que a veces son macanudos y otras, irracionales o bastante psicóticos.
Los malvineses se ven a sí mismos como una «nación de inmigrantes» como las de países vecinos de América del Sur:

Somos un pueblo como los de Argentina, Uruguay, Brasil y Chile y muchos otros países de América del Sur, cuyos habitantes son de origen principalmente europeo, indígena o africano.
Mike Summers

Según ellos mismos funden tradiciones británicas, santahelénicas e incluso chilenas (por la inmigración), comportándose «como un país» y poseen una «fuerte» identidad más allá de lo británico. También dice que «hay una imagen estereotipada y un gran desconocimiento» en Argentina.
Actualmente se consideran prácticamente como un «país aparte», y reclaman que se reconozca su identidad y que su voz sea escuchada.

### Evolución política de la identidad malvinense
Hacia 1968, se había realizado un Memorando de Entendimiento entre Argentina y Gran Bretaña donde este último país reconocería la soberanía argentina cuando considerase garantizados los intereses de los isleños. Lord Chalfont, funcionario del Foreign Office, viajó a las islas para presentar personalmente el Memorando ante los malvinenses. Chalfont les dijo: «Ustedes se resisten a admitir que el mundo está cambiando. Gran Bretaña ya no es el gran poder imperial del siglo XIX. (…) No les puedo ofrecer ninguna garantía, pero cuando dicen ‘Mantengan británicas a las Malvinas’, deben estar seguros de que saben lo que eso significa. Significa algo diferente a lo que significaba en 1900». Pese a ello, los malvinenses rechazaron la soberanía argentina. El Foreign Office intentó durante los años siguientes convencer a los isleños de las ventajas que obtendrían de un eventual acuerdo con la Argentina. Un grupo de malvinenses y simpatizantes de su causa organizaron un lobby para presionar contra las negociaciones en el Parlamento Británico.
Desde la década de 1960, la dimensión política de la identidad malvinense ha desarrollado en torno a la campaña por el reconocimiento del derecho de los isleños a la autodeterminación. La clave para ello fue la creación de un comité en 1968, el reconocimiento de Gran Bretaña del derecho a la libre determinación después de que los isleños rechazaron la propuesta británica de retroarriendo que fuera ofrecida a la Argentina por el Ministerio de Relaciones Exteriores y de la Mancomunidad de Naciones en 1980 (llamada «propuesta leaseback»), y la nueva Constitución promulgada en Malvinas en 1985. La Constitución confiere cierto poder político a la Asamblea Legislativa de las Malvinas, manteniéndose el cargo del gobernador colonial. En defensa de la autodeterminación, los malvinenses invitan anualmente a los funcionarios de las Naciones Unidas para conocer las islas y su cultura, pero es constantemente rechazada.
En 1988, el gobierno británico redactó un documento llamado «Gran Bretaña y los territorios en el extranjero». El documento estableció que los territorios británicos de ultramar se mantendrían británicos «mientras quisiesen mantenerse británicos». Sobre la cuestión de las Malvinas consideró que el Reino Unido «no tiene dudas sobre la soberanía británica y no considera que el asunto sea negociable (...) manteniendo su compromiso de defender el derecho a la autodeterminación de los isleños. En ejercicio de este derecho los isleños han reiterado en varias oportunidades su deseo de seguir siendo británicos». Esto fue bien recibido por los malvinenses.
Además del aislamiento geográfico, el surgimiento de una identidad nacional distinta del isleño de Malvinas junto con la identidad británica originalmente indiferenciados fue posiblemente influenciado por los procesos de traspaso de competencias que tienen lugar entre las naciones del Reino Unido a partir del 1997:

Las últimas aspiraciones de devolución de Gales y Escocia pueden ser un factor. Nunca se ha realizado un  estudio sociológico que tenga el objetivo de identificar una teoría plausible, y por eso es difícil de profundizar en esta dicotomía emergente, pero se ha producido un cambio sociológico significativo.
Lewis Clifton

### Malvinenses pro-argentinos
Alejandro Betts, malvinense radicado en la Argentina continental, ha criticado al gobierno británico y al modo de vida en las islas, diciendo que «el objetivo del sistema colonial británico es que haya una subordinación total y absoluta de la postura británica, no permitiendo alguna voz de opinión distinta» y criticando la postura del derecho de autodeterminación de los malvinenses. Sobre los isleños, él ha dicho que los británicos consideran que su «papel de mayor importancia» es la de «ocupación» del territorio. Además, ha criticado la educación que reciben los habitantes, afirmando que «no alcanza ni el ciclo básico» argentino y que es «muy limitada». Según él, la situación «tiene un propósito» por parte de los británicos para tener los elementos suficientes, pero no aspiraciones de salir de las islas. También ha dicho que allí no se podía aspirar a una gran carrera «porque los puestos jerárquicos eran otorgados a ciudadanos que venían desde Inglaterra». Según Betts, el incremento poblacional «resulta en gran medida» de la política británica de contratación de mano de obra del Reino Unido y Santa Elena. Además dice que el gobierno isleño «no es independiente», ya que la administración ejecutiva «recae sobre un gobernador nombrado por la Corona que designa a parte de los miembros de la Asamblea Legislativa».

Ese pensamiento (de que los isleños se sienten británicos) es producto natural del sistema colonial británico, que no permite el ingreso de fuentes de información distintas. Se hace muy difícil también al isleño informarse de una forma distinta a la versión oficial.

El Reino Unido utiliza la infundada excusa de la autodeterminación para el establecimiento de una poderosa base militar (Base Aérea de Monte Agradable) que sirve exclusivamente a sus intereses estratégicos en el control absoluto del Atlántico Sur en toda su extensión.

El derecho a la libre determinación no surge ni se crea para favorecer la continuidad de conquistas militares seguidas de la instalación de una población afín al conquistador para hacerles decir que quieren seguir bajo la misma situación, como ocurre hoy en Malvinas.

En cuanto a la identidad isleña, él dice:

Diría que desde que comenzaron a llegar los primeros colonos, de 1842 en adelante, fuimos todos malvinenses. De ingleses no tenemos nada. Somos anglohablantes, pero sin ningún tipo de identidad nacional.

Betts constantemente se define como «fueguino-malvinense», diciendo que «ante la ley (argentina)» todos los malvinenses son fueguinos. Él afirma que las negociaciones entre Argentina y Reino Unido se deben realizar con diálogo y diplomacia, detallando que «hay que considerar cómo integrar a la isla pero sin modificar la calidad y tipo de vida de los habitantes».
Debido a sus posturas, es considerado mayoritariamente como «figura polémica», «traidor» y «líder propagandista» por los malvinenses y los medios de prensa británicos.
James Peck, otro malvinense radicado en la Argentina continental, dice que «la guerra se llevó poca identidad que teníamos». Según él, la situación actual de las islas «no es genuina, no es inocente y con el referéndum (de 2013) hay mucha manipulación». También afirma que la cultura e identidad malvinense era «una combinación de cosas argentinas e inglesas, galesas e irlandesas».

Es curioso, a miles de kilómetros de Inglaterra tratamos de preservar un nacionalismo que ya ni siquiera existe en la tierra de nuestros ancestros. (…) Y cuando un isleño viaja se encuentra con la realidad: los ingleses no saben muy bien quiénes somos o dónde estamos. A mí hasta llegaron a felicitarme sorprendidos por mi buen inglés. Yo me siento de un lugar propio, no de Inglaterra. No tengo sentimientos nacionalistas; en todo caso, sí me conmueve el paisaje de las islas: estar ahí, solo en el fin del mundo, es una sensación única.

El 13 de diciembre de 2015, en su cuenta personal de Facebook, James Peck subió una foto en la que su DNI argentino aparecía cortado en cuatro partes, siendo acompañado por un mensaje en inglés que iniciaba con «este es mi documento argentino, ahora ha sido destruido». Allí explicó su complicada situación familiar, laboral y criticó al gobierno argentino, diciendo que gracias a su «repugnante manipulación» (por ser un argentino de Malvinas) no puede vivir con estabilidad y trabajar en las islas. Desde que había sido despedido en el gobierno, no pudo mantener económicamente a sus hijos. Además, ya no vivía establemente en Buenos Aires.
En enero de 2016 regresó a Malvinas, donde se radicó. En una entrevista concedida a The Guardian declaró que había solicitado la ciudadanía para estar con sus hijos en Buenos Aires, ya que el gobierno argentino se había negado a aceptar que él era británico a los efectos de su solicitud de residencia ya que nació en las Malvinas. Declaró que no le gustó su vida en la Argentina continental, que no se sintió integrado y que fue «presionado» a participar en actos sobre la gesta de Malvinas. Sobre sus hijos declaró que quiere que conozcan su historia personal y que «no crezcan aquí contaminados por esta sociedad a la que he renunciado». «Siento que he perdido por no aprender a vivir al modo de Argentina».

### Situación con Argentina

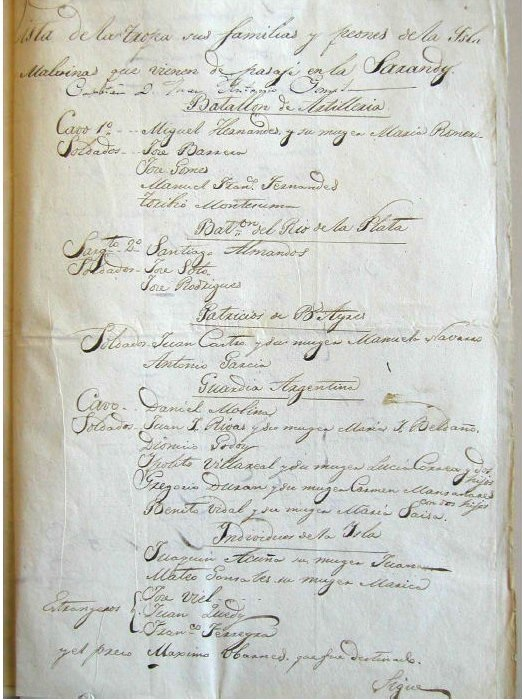
Primera página de la lista de militares argentinos que fueron expulsados de las Malvinas por las fuerzas británicas en enero de 1833, escrita por José María Pinedo el 16 de enero de 1833.

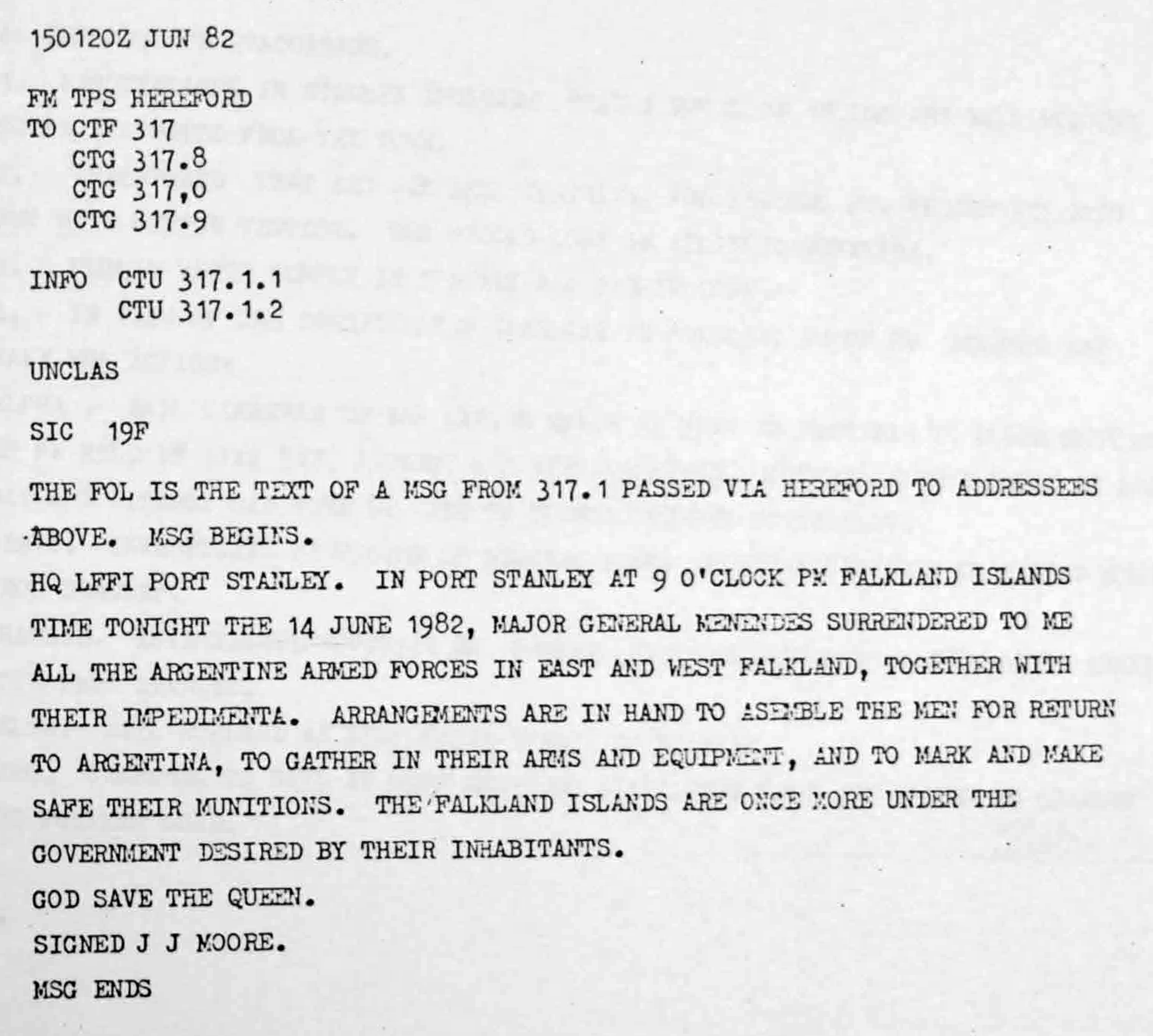
El telegrama de Jeremy Moore al gobierno británico de Londres, al finalizar la guerra de 1982, señalando que las islas «están una vez más bajo el gobierno que desean sus habitantes».

Un aspecto específico de la identidad local es la relación humana de los isleños que tradicionalmente mantuvieron con Chile y Uruguay, y principalmente después de la guerra de 1982, el rechazo de gran parte de la población local al reclamo de soberanía argentino. Existen isleños que, al tener contacto con algún turista argentino, resaltan el año de llegada de sus ancestros o cuantas generaciones de su familia llevan viviendo en las islas. En 1999, cuando se aprobó una declaración conjunta entre la Argentina y el Reino Unido para la llegada de argentinos a las islas, en Puerto Argentino/Stanley se registraron protestas en contra. Alrededor de la mitad de los malvinenses se oponía a la presencia de turistas argentinos. En la capital isleña es común ver banderas, carteles y objetos en venta antiargentinos.
Los malvinenses construyen su identidad solamente alrededor de la oposición a la Argentina. Esto se debe mayoritariamente al hecho de que su prosperidad económica se relacionó con la derrota argentina de 1982, también se puede deber a la inseguridad que les produce la memoria de dependencias pasadas. Los autores Dodds y Manóvil señalan que:

…la comunidad de las Malvinas necesita desarrollar una idea de sí misma que no esté basada en exclusiones violentas. Su argumento del proceso restrictivo de construcción de identidad que funciona en las islas se demuestra al analizar la condena social que cae sobre aquellos malvinenses que deciden establecer un vínculo directo con la Argentina (…) la insistencia de los isleños en reivindicar su condición de británicos es un signo claro de su débil identidad cultural.

Los isleños ven a la Argentina como un país «hostil» y sus críticas van hacia su inestabilidad económica. No consideran a la Argentina como amenaza a nivel militar pero consideran que «puede atentar contra sus intereses económicos». La desconfianza en general, incluso en los productos en venta en los supermercados o para exportar. El término más común para denominar a la población argentina es «Argie».
Los malvinenses que se han radicado en la Argentina continental y se han hecho ciudadanos argentinos, han recibido fuertes críticas por parte de los malvinenses.
Emanuel Sierra, diputado de la provincia de Salta que viajó a las islas en enero de 2015 explicó a los medios que «el tema de la guerra no ha sido superado» y que el diálogo pacífico con Argentina es para ellos sinónimo de «fracaso» y «vergüenza».
Desde la posición argentina del conflicto, consideran inaplicable el derecho de autodeterminación de los isleños (ampliamente apoyado por el gobierno británico), afirmando que no tiene valor legal y que se trata de una «población trasplantada» por el Reino Unido tras la invasión de 1833:

El referéndum de autodeterminación no se aplica a las Malvinas. No es una población colonizada, es un territorio colonizado.
Héctor Timerman.

El carácter trasplantado de los habitantes de las islas a través de un control migratorio cerrado y poco transparente tiene el único objetivo de mantener la ocupación ilegal de las islas. El Reino Unido promueve la inmigración de población británica, de sus colonias, excolonias o miembros del Commonwealth principalmente a través de dos herramientas como son su política de enajenación de tierras y el llamado “Falkland Status” (...) Este último es concedido directamente por un colega suyo del Foreign Office, el “gobernador” colonial que representa a la Corona británica en las islas. Es este funcionario colonial quien concede esta categoría que permite residir, votar y hasta ser electo para cargos públicos. Todo ello hace que, en la práctica, el 90% de los habitantes sea de nacionalidad británica, miembros del Commonwealth o territorios dependientes del Reino Unido.
Ariel Basteiro, embajador argentino en Bolivia

Ernesto Greenleaf Cilley Hernández, nieto de Malvina Vernet, sostiene que ya que los británicos expresan su apoyo al derecho de autodeterminación de los kelpers, también deberían consultar la opinión y los derechos de los primeros malvinenses (argentinos nacidos antes de 1833) y sus descendientes.
La diplomacia argentina insiste en que los habitantes de las Malvinas son británicos y que el gobierno del Reino Unido «controla» la demografía, ya que solo el 40% de los que viven en las islas nació allí y el resto son británicos o de otras colonias, además de que se prohíbe el acceso a los argentinos. También se explica que durante todo el siglo XX y lo que va el siglo XXI la población se ha mantenido en torno a las 2000 o 3000 personas.
En sus años como canciller en la década de 1990, Guido Di Tella reconoció que cualquier negociación sobre las islas tenía que incluir a sus habitantes. Algunos políticos que se opusieron a su «política de seducción» lo cuestionaron por querer darle voz a los malvinenses.
Argentina hace notar que la Resolución 2065 (XX) instó a la Argentina y al Reino Unido a resolver la disputa a través de negociaciones, teniendo en cuenta los «intereses» y no los «deseos» de los isleños. Argentina no considera que corresponda a esa población decidir a cuál de los dos países pertenece el territorio, considerando que los isleños «no constituyen un pueblo preexistente», son súbditos británicos y, como tales, no pueden ser los árbitros de un conflicto en el cual el Reino Unido es parte. Con este razonamiento, solo hay dos partes en la disputa de soberanía, la Argentina y el Reino Unido.

Jamás reconoceremos, ni yo ni nadie en la Argentina y estoy seguro en toda nuestra América, al gobierno de facto y usurpador que tienen nuestras islas. Los isleños no fueron, no son ni serán ‘tercera parte’, sino habitantes sometidos a una autoridad colonial.

Alberto Asseff, diputado argentino.

El gobierno argentino también hace notar que si el archipiélago estuviese bajo su soberanía, el nivel de vida de sus habitantes sería «mucho mejor» y que «nada tiene Argentina en contra de los habitantes británicos» de las islas ni siquiera una «actitud despectiva». Ariel Basteiro, diplomático argentino, explica que «existe un compromiso en defensa de sus intereses y modo de vida al más alto nivel institucional consagrado en la Constitución Nacional». Pase a ello, los propios habitantes dicen que ya su actual calidad de vida aquí es «buenísima» pero no tanto en términos monetarios, sino en términos de indicadores sociales como el balance entre horas de trabajo versus horas de ocio, el nivel de educación y salud, «y los fortísimos lazos dentro de la comunidad».

## Perspectiva británica
El Reino Unido de Gran Bretaña e Irlanda tomó mediante la fuerza el archipiélago en 1833, cuando las islas estaban en posesión argentina; anteriormente habían pertenecido al Reino Unido, Francia y España, con asentamientos balleneros efímeros británicos y españoles que duraron hasta fines del siglo XVIII; el último asentamiento británico duró hasta 1774, cuando todos los colonos volvieron al Reino Unido por motivo de falta de recursos. Argentina se declaró independiente de España en 1816, como continuidad jurídica del Reino de España en la región del Virreinato del Río de la Plata. El gobierno argentino tomó posesión formal de las Malvinas el 6 de noviembre de 1820.

### Argentina como poder colonizador y argentinos como colonos y sus descendientes
Los malvineros y otros británicos descartan los argumentos argentinos, notando que una población radicada en las Américas pero genéticamente originaria de Europa y orgullosa de sus raíces europeas no puede llamar colonos a otra gente europea. La prensa británica reportó este intercambio con interés. En el Reino Unido, generalmente no se considera que haya una diferencia entre la «colonialidad» de los malvineros y los argentinos, y el pueblo argentino se ve generalmente como un pueblo europeo que se define como europeo y no «tiene el derecho» de quejarse por el colonialismo como descendientes de colonos. En 2012, el entonces primer ministro del Reino Unido, David Cameron, abiertamente llamó «colonialista» al gobierno argentino por su comportamiento con respeto a la cuestión del archipiélago, un punto de vista bien común en las Islas Malvinas y el Reino Unido.

### El derecho de autodeterminación y los valores de los Malvineros
En 2012, un referendo tomó lugar en las Malvinas para determinar si el pueblo malvinense quisiera continuar con el statu quo como ciudadanos británicos en un «territorio británico de ultramar» o no. Solo tres habitantes de las islas votaron en contra de la proposición. Hubo especulación que estas tres personas querían que las islas volviesen independientes en vez de apoyar algún acuerdo con el gobierno argentino. En todo caso un 99,8% de los votantes votaron por preservar el statu quo y más del 90% de los votantes elegibles votó en el referendo.
Ha sido sugerido por políticos y otros argentinos que los malvinenses son demasiados pocos, o que su presencia, es demasiado corta para merecer el derecho de autodeterminación. considerando el hecho que la mayoría de la población argentina rastrea su ascendencia en el Cono Sur solo hasta los fines del siglo XIX, la actual provincia de Tierra del Fuego, tenía una población prácticamente inexistente hasta esa misma época,[cita requerida] cuando soldados y asesinos como Julio Popper extirparon a los indígenas de la zona para anexionarla a la República Argentina.

### El comportamiento de los argentinos en los ojos de los británicos
En 2013, por ejemplo, el canciller argentino Héctor Timerman viajó al Reino Unido, donde comparó las Malvinas con la situación en Palestina y rechazó entrar en diálogo con el Reino Unido porque el Reino Unido denegaba la posibilidad de tener diálogos sobre el futuro de las islas sin el consentimiento y la presencia de los representantes de los isleños; ambas declaraciones se vieron como muy ofensivas y poco realistas, especialmente para un político nacional. Otro ejemplo reciente es la canción cantada por la selección argentina en la Copa Mundial que fue ampliamente reportada en la prensa británica. El rechazo argentino de reconocer los isleños como pueblo legítimo con intereses y necesidades legítimos se ve como demostración de que los derechos de los malvineros, y su integridad cultural, no serían respetados bajo de la autoridad de la República Argentina; además, se considera que los argentinos vean peyorativamente a los malvineros para justificar minando su humanidad y derechos. Los malvineros ven a los argentinos como «acosadores» e «infantiles».
Reportajes en la BBC y otros medios occidentales y anglosajones citan a argentinos que sugieren que el pueblo argentino ha sido «lavado de cerebro» para creer que las Malvinas son suyas para distraerlos de su situación económica precaria y su situación política frágil. El gobierno del Reino Unido no considera que exista una «cuestión» de soberanía, considerando su entendimiento de ley internacional y también su victoria en la guerra de las Malvinas. La prensa británica burla de políticos argentinos. La posibilidad de una retoma argentina de las islas no viene tratada con mucha seriedad.

## Término «kelper»
Kelper en argot inglés es también un gentilicio que se utilizaba para referirse a un habitante de las islas. El término se hizo mundialmente conocido en 1982 con motivo de la guerra sostenida entre la Argentina y el Reino Unido por la soberanía sobre este archipiélago.

### Uso del término en inglés

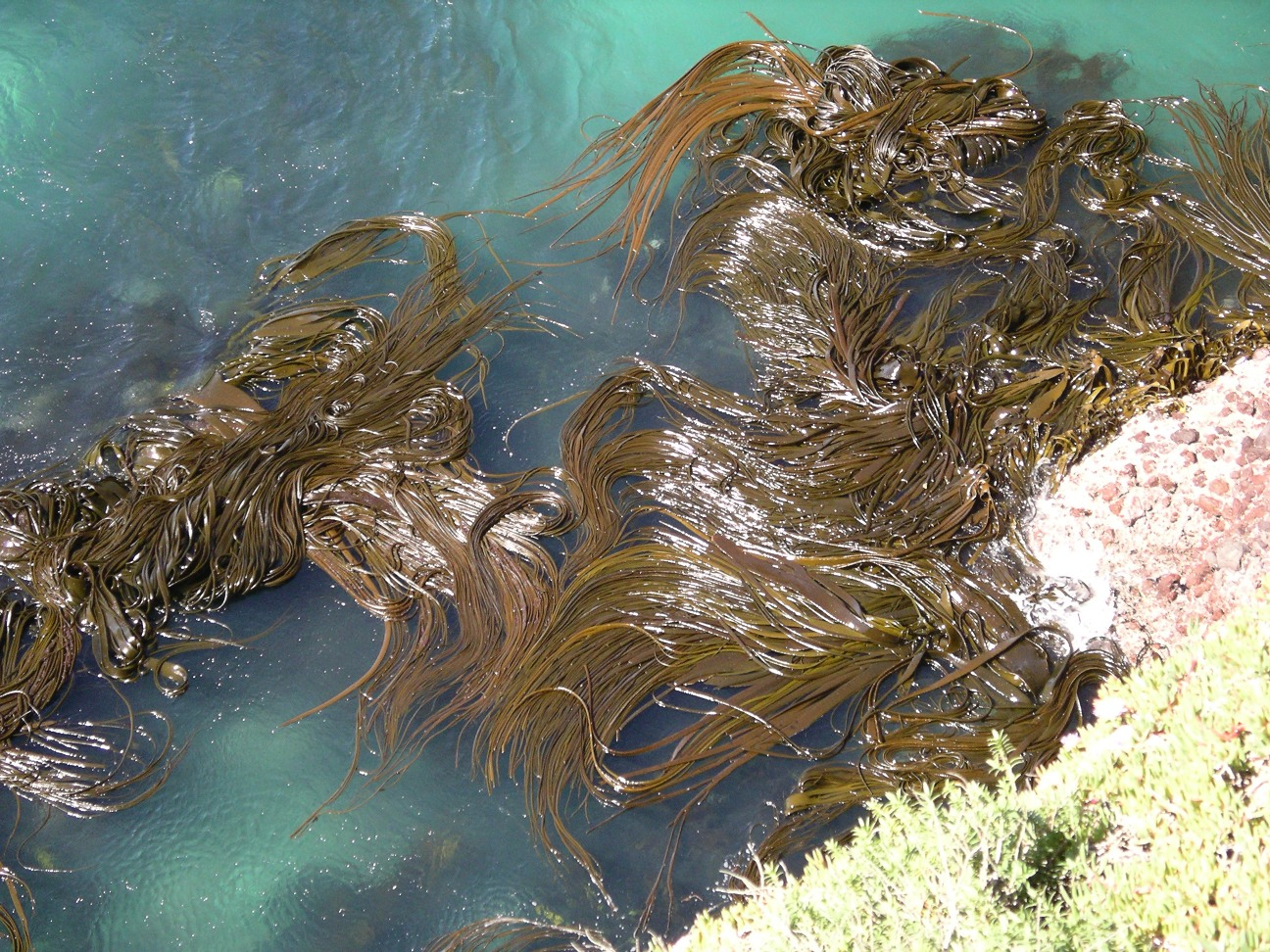
Algas grandes (Kelp).

Los isleños fueron apodados «kelpers» por los británicos, porque las islas están rodeadas por grandes algas marinas, llamadas kelp en inglés. En español una de sus variedades recibe el nombre de «cachiyuyo». Sin embargo, los mismos habitantes de las islas prefieren identificarse con los términos Islander (isleño), Falkland Islander (isleño de las Malvinas) o Falklanders.
Al principio, el término kelper distinguía a los nacidos en las islas de los británicos emigrados o los funcionarios británicos enviados por la Corona, y por eso Alejandro Betts, ciudadano argentino de origen malvinense, lo considera simbólico de una relación opresiva entre los malvinenses y los británicos:

Hasta 1983, el malvinense nativo no tenía ningún documento de identidad nacional, ni como británico, ni como argentino. Éramos indocumentados y huérfanos de Patria.

Para los británicos, el kelper era un mal necesario para la ocupación física del lugar pero no merecía tener la ciudadanía británica. Por ello, los británicos residentes en el territorio nos tildaban de “Kelper” para marcar claramente la división social/intelectual existente entre el funcionario, personal jerárquico, el personal militar británico en Malvinas y la mayoría de los administradores de los campos malvinenses, oriundos del Reino Unido.
Alejandro Betts

Los términos despectivos ingleses para designar a los isleños nativos son «Bennies» y «Stills». El apodo «Bennies» les fue adjudicado por los soldados británicos, enviados a las islas desde 1982 y asentados en la Base Aérea de Monte Agradable. Hace referencia a Benny Hawkins, un personaje muy garrulo e inculto de una serie de televisión de larga duración en el Reino Unido, llamada Crossroads. Cuando el mando militar británico les prohibió a los soldados usar ese apodo para no ofender a los isleños, los marines, pilotos y demás militares trasplantados a las islas los rebautizaron «stills», por «still Bennies», en español: «siguen siendo bennies».
En el inglés moderno la palabra kelper se considera anticuada, y su uso en inglés o castellano es considerado peyorativo por los propios isleños, ya que lo asocian con la terminología que se utiliza en la Argentina.

### Uso del término en español
En español, a los habitantes de las islas se los denomina como malvinenses o malvineros, sin embargo el término kelper es de uso frecuente en Argentina para referirse a los isleños, utilizándose también para caracterizar a alguien que es discriminado por parte de los gobernantes o de sus empleadores, que no es tenido en cuenta, o se siente un paria en su propia tierra. Esto se debe a la perspectiva que los habitantes de las islas (sobre todo antes de 1982), fuesen tratados como ciudadanos de segunda clase por las autoridades de la metrópoli colonial, ya que había mucha dependencia de Gran Bretaña y todas las tierras estaban a nombre de británicos (destacándose el monopolio de la Falkland Islands Company), habiendo mucha desigualdad socioeconómica hacia los isleños.
En la Argentina, la descalificación «pirata» se emplea a modo de «gentilicio» para referirse al gobierno británico, en virtud de su antiguo apoyo a tales actividades. Además, en un recordado episodio, el submarino nuclear HMS Conqueror enarboló la bandera pirata al regresar de la guerra de las Malvinas.

## Historia

### Malvinenses argentinos antes de 1833

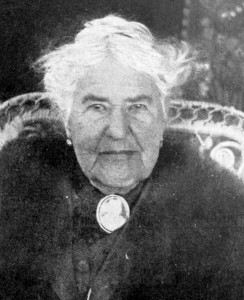
Malvina Vernet, nacida en 1830 en Puerto Soledad.

Matilde Vernet y Sáez, apodada Malvina, fue la primera persona de la que se tenga registro en nacer en las Malvinas, de padre franco-alemán y madre uruguaya, nació en las islas  antes del asentamiento indefinido por parte de los británicos. Hija de Luis Vernet y María Sáez, nació en Puerto Soledad el 5 de febrero de 1830.
Malvina no fue la única descendiente de argentinos nacida antes de 1833, ya que hubo otros niños nacidos bajo bandera argentina. Uno de ellos fue hijo de Gregorio Sánchez y Victoria Enríquez, a quienes Vernet casó el 29 de mayo de 1830, celebrando el primer matrimonio civil de la Argentina, ya que las islas no contaban con autoridades eclesiásticas.
Carmelita, una mujer gaucha llevada por Vernet, dio la luz a tres hijos varones argentinos en las islas: José Simón (en 1831), Manuel Coronel (hijo) (en 1834) y Richard (Ricardo) Kenny (en 1837). La partera en cada caso fue Antonina Roxa.

### Continuación de la población argentina bajo gobierno británico
Sobre la ocupación británica, el gobierno argentino considera que el 3 de enero de 1833, «las islas fueron ocupadas por fuerzas británicas que desalojaron a la población (de origen argentino) y a las autoridades argentinas allí establecidas legítimamente, reemplazándolas por súbditos de la potencia ocupante», sin embargo los historiadores argentinos y británicos reconocen que los colonos civiles de Vernet permanecieron en las islas, y de hecho se mencionan algunos individuos por nombre (como Antonina Roxa y su familia, el gaucho Santiago López y Carmelita Penny y sus hijos) en los censos británicos de las islas y en los diarios de Charles Darwin y otros viajeros a las islas.
La población civil de las islas a la llegada de los británicos en 1833 llegaba a menos de 30 individuos, de los cuales 4 decidieron irse con los militares argentinos que fueron expulsados por la Marina Real británica. La empresa colonial de Luis Vernet continuó, y los oficiales británicos John James Onslow y Robert Fitz Roy persuadieron a los residentes que se quedasen en las islas para asegurar la prosperidad de la futura colonia británica. Sin embargo, con el levantamiento de Antonio Rivero, la colonia sufrió un colapso demográfico, debido a los asesinatos de cinco colonos y la captura y deportación de los siete responsables. A pesar de este revés, a causa de la inmigración de criollos y marineros, la población había crecido a unos 45 habitantes en 1838.

### Colonia de la Corona británica
En 1840, las Malvinas se convirtieron en una colonia de la Corona británica, y posteriormente se estableció una comunidad pastoral oficial de colonos provenientes de Escocia.Antonina Roxa, nacida en Salta, fue la primera de los colonos argentinos de las islas que le juró lealtad a la Corona británica en 1841. Tres años después, casi todos los habitantes de lo que fuera Puerto Soledad se trasladaron a Puerto Jackson, considerado una mejor ubicación para el gobierno, y el comerciante Samuel Lafone, nacido en Uruguay, comenzó un emprendimiento para fomentar la colonización británica. Aunque su concesión obligaba a Lafone a llevar colonos del Reino Unido, la mayoría de los colonos que llevó eran gauchos de Uruguay.
Puerto Stanley el nuevo nombre de Puerto Jackson, se convirtió en la sede de la colonia a partir de 1845, con el nombrado del primer gobernador británico Richard Moody. Moody había llegado en 1842, cuando ya había varios colonos británicos allí, además de los británicos, gauchos y otros extranjeros sobrevivientes de la colonia de Vernet y una población cambiante de cazadores de ballenas y focas. Moody estableció una administración rudimentaria y recomendó que las islas fueran pobladas. Pidió a un doctor y a un capellán, los que fueron enviados junto con un magistrado. Tres años después surgieron los consejos legislativos y ejecutivos de las islas. Las primeras autoridades locales fueron oficiales británicos de alto rango. Moody preparó un informe recomendando que el gobierno estimulara a más colonos británicos y proponía la crianza de ganado ovino a gran escala. Como el Gobierno británico no estaba dispuesto a subsidiar la emigración, solo unos pocos colonos se marcharon a las islas por iniciativa propia.
En 1849 llegó a la capital de la colonia otro grupo de colonos. Esta vez se trató de pensionados militares, cuya mayoría era de origen irlandés. En 1848 nació James Henry Falklands Sullivan, en Puerto Stanley, que llevó el nombre británico del archipiélago. Fue el primer descendiente de británicos.
Según los propios malvinenses, su comunidad fue creada por familias que llegaron «de todas partes del mundo de muchas y diferentes maneras». Muchos eran colonos que vinieron a las islas buscando una vida nueva, también hubo gauchos (a pesar de tener orígenes argentinos y uruguayos, son referidos comúnmente como «sudamericanos») y soldados británicos pensionados de Chelsea enviados por el Imperio como colonos. Otros llegaron como náufragos o eran marineros, loberos o balleneros de Europa que se casaron con chicas locales. La mayoría de los malvinenses son descendientes de estas personas.

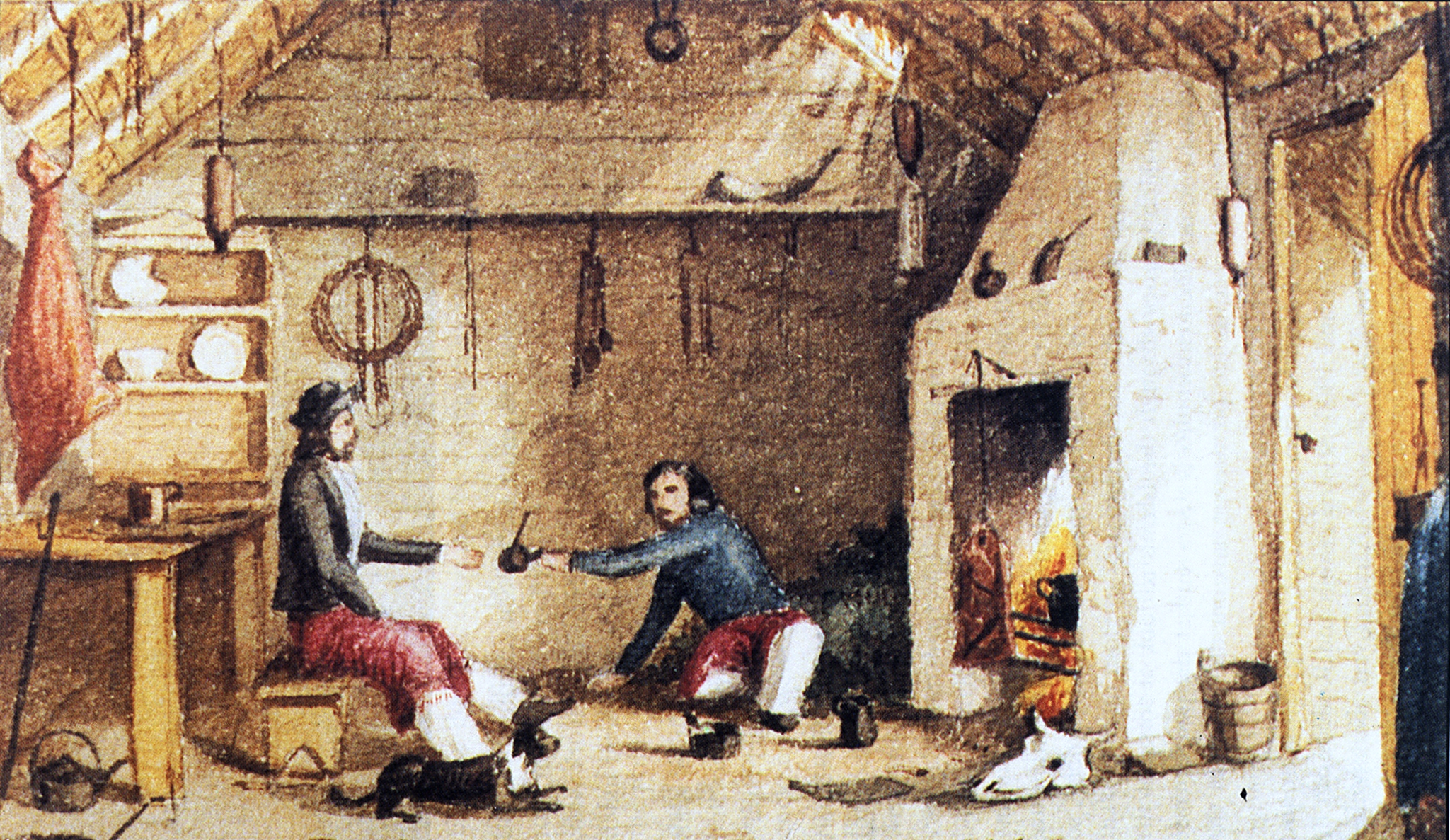
Gauchos malvinenses tomando mate en Hope Place - Saladero, Isla Soledad. Acuarela de Dale, director de Valle Esperanza en la década de 1850.

Los gauchos rioplatenses han contribuido a dar forma a la identidad de los isleños entre los años 1830 a 1850, y hoy en día su legado es visible en la genealogía de las Malvinas. De hecho, también hasta la actualidad hay descendientes de los viejos gauchos, que perduran en algunos apellidos como Pitaluga y Llamosa, por ejemplo.
Debido a las Negociaciones para la transferencia de soberanía de las islas Malvinas de las décadas de 1960, 1970 y 1980, los isleños sintieron que su «prosperidad» se detenía y que estaban quedando poco a poco «bajo el poder» de la Argentina. Debido a esto, la tasa de natalidad bajó y aumentó la emigración hacia las islas británicas y Nueva Zelanda.
Los malvinenses definen a la guerra de las Malvinas como una «ocupación argentina», recuerdan con «sensibilidad» el hecho, y cada 14 de junio (cuando la Argentina se rindió) reafirman su identidad británica en el «Liberation Day». Tres mujeres malvinenses fallecieron hacia final de la guerra cuando la fragata británica HMS Avenger cañoneó su casa por error, siendo las únicas bajas civiles del conflicto bélico. El 18 de diciembre de 2014, el primer ministro británico, David Cameron, anunció en su mensaje navideño a las islas que los habitantes del territorio recibirían una medalla de honor por «su rol», «coraje» y «resistencia» contra Argentina en la guerra.
Algunos malvinenses desarrollaron durante la guerra tareas de resistencia y llegaron a combatir contra los argentinos en Monte Longdon. Los malvinenses fotografiaron las posiciones argentinas, sabotearon sus líneas telefónicas e instalaciones y los enfrentaron de los modos que pudieron, como negándoles a venderles comida en las tiendas locales. Terry Peck, fue el malvinense más destacado en la guerra por sus actos. En 2017, el diario británico Daily Mail, reveló sobre la base de un documento publicado por la Agencia Central de Inteligencia (CIA) de los Estados Unidos, que el gobierno estadounidense durante la guerra de 1982 quería trasladar a los isleños a Escocia (siendo el subsidio de indemnización de 100.000 dólares estadounidenses por persona pagados entre los gobiernos argentino y británico), o algún otro sitio bajo soberanía británica, o darles la opción de que se convirtieran en ciudadanos argentinos. El plan hubiese tenido un plazo de diez años.
En 2014 se inauguró un nuevo museo histórico en Puerto Argentino/Stanley para dar a conocer la historia e identidad malvinense. También incluye la experiencia de los jóvenes habitantes durante la guerra de 1982.

## Características demográficas

### Población

Crecimiento poblacional de las islas. Datos de la ONU, en cientos de personas.

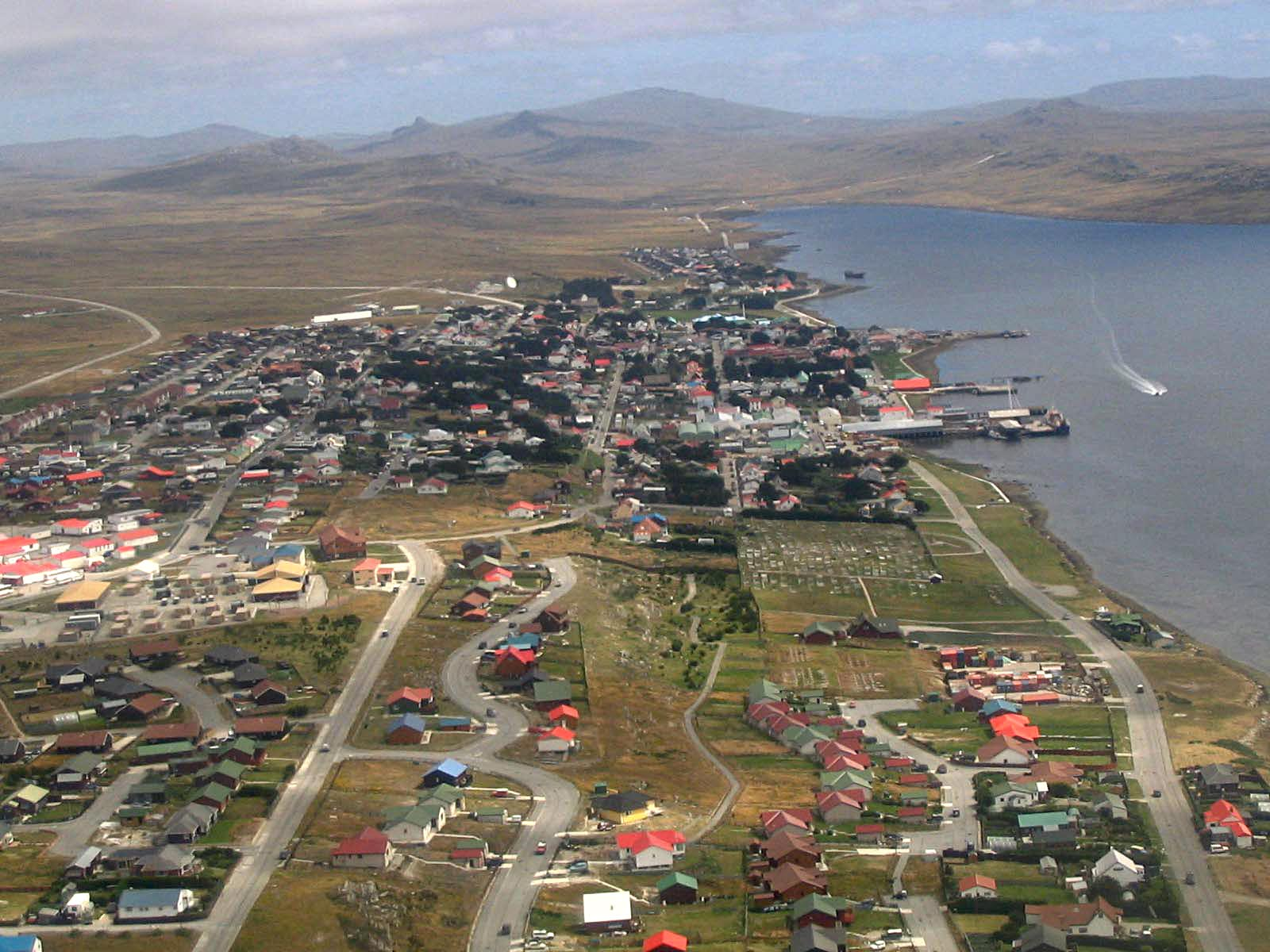
Vista aérea de Puerto Argentino/Stanley, capital y principal centro económico del territorio.

La población de las islas era de 2932 habitantes en 2012 (excluyendo a personal y militares de la Base Aérea de Monte Agradable y sus familiares, que suman 369 residentes) y estaba compuesta en su mayoría por descendiente de británicos (aproximadamente el 70 %). Las Islas Malvinas son el territorio menos poblado de América del Sur. La principal ciudad (y la más habitada) es Puerto Argentino/Stanley, que concentra el 75% de la población total. El resto, se encuentra en la región llamada Camp (del castellano: campo). Dicha localidad tenía hacia 2012 unos 2.563 habitantes, siendo seguido de Monte Agradable con 369 residentes y el Camp con 351 personas. La mayor parte de la población se encuentra en edad de trabajar (entre 20 y 60 años). Los hombres superan a las mujeres (53-47 %), y la desviación es más prominente en el grupo de edad 20-60. Además, el censo de 2006 arrojó unos 2478 habitantes, creciendo un 4% hacia 2012.
En su discurso anual, el gobernador colonial Colin Roberts afirmó en junio de 2014 que uno de los principales problemas de las islas es la población. El último censo reveló una población estática y envejecida. Vaticinó que «esto resultará en problemas de empleo y servicios para el futuro». Ante ese panorama, la Asamblea Legislativa encargó en 2013 un estudio para reformar la política inmigratoria. La intención es tanto rejuvenecer a la envejecida población como aumentar la mano de obra disponible para los proyectos petroleros. Roberts remarcó la necesidad de «formular un justo, transparente y sencillo sistema» que permita «equilibrar la necesidad de una fuerza laboral más amplia para facilitar el crecimiento económico con la aspiración de preservar el modo de vida de las Islas».
En la actualidad, toda persona que quiera instalarse en las islas debe demostrar que tiene una vivienda garantizada allí. Sin embargo, en el 2013 se construyeron 32 casas en el Cerro Zapador (Saper Hill, al sur de la capital) y apenas cuatro de ellas fueron ocupadas.
| Principales asentamientos (2012) | Principales asentamientos (2012) | Principales asentamientos (2012) | Principales asentamientos (2012) |
| Posición                         | Denominación                     | Región                           | Habitantes                       |
| -------------------------------- | -------------------------------- | -------------------------------- | -------------------------------- |
| 1.ª                              | Puerto Argentino/Stanley         | Stanley                          | 2 122                            |
| 2.ª                              | Monte Agradable                  | Camp                             | 369                              |
| 3.ª                              | Pradera del Ganso                | Camp                             | 40                               |
| 4.ª                              | Puerto Mitre                     | Camp                             | 22                               |
| 5.ª                              | Bahía Fox (Este y Oeste)         | Camp                             | 22                               |
| 6.ª                              | Brazo Norte                      | Camp                             | 20                               |
| 7.ª                              | Caleta de la Colina              | Camp                             | 16                               |

### Nacionalidad

#### Nacionalidad británica

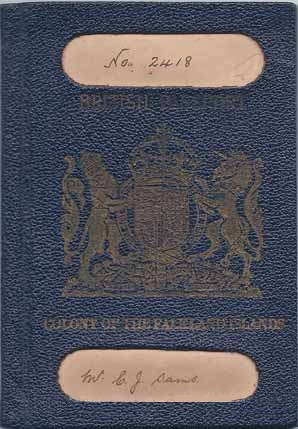
Portada de un pasaporte británico para la colonia de las islas de 1947.

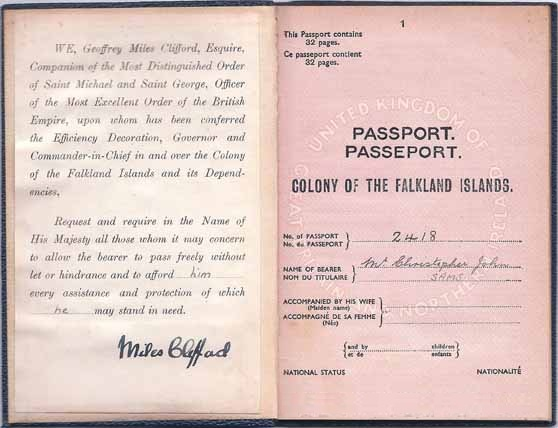
Interior del mismo pasaporte colonial con una nota y firma del gobernador Geoffrey Miles Clifford.

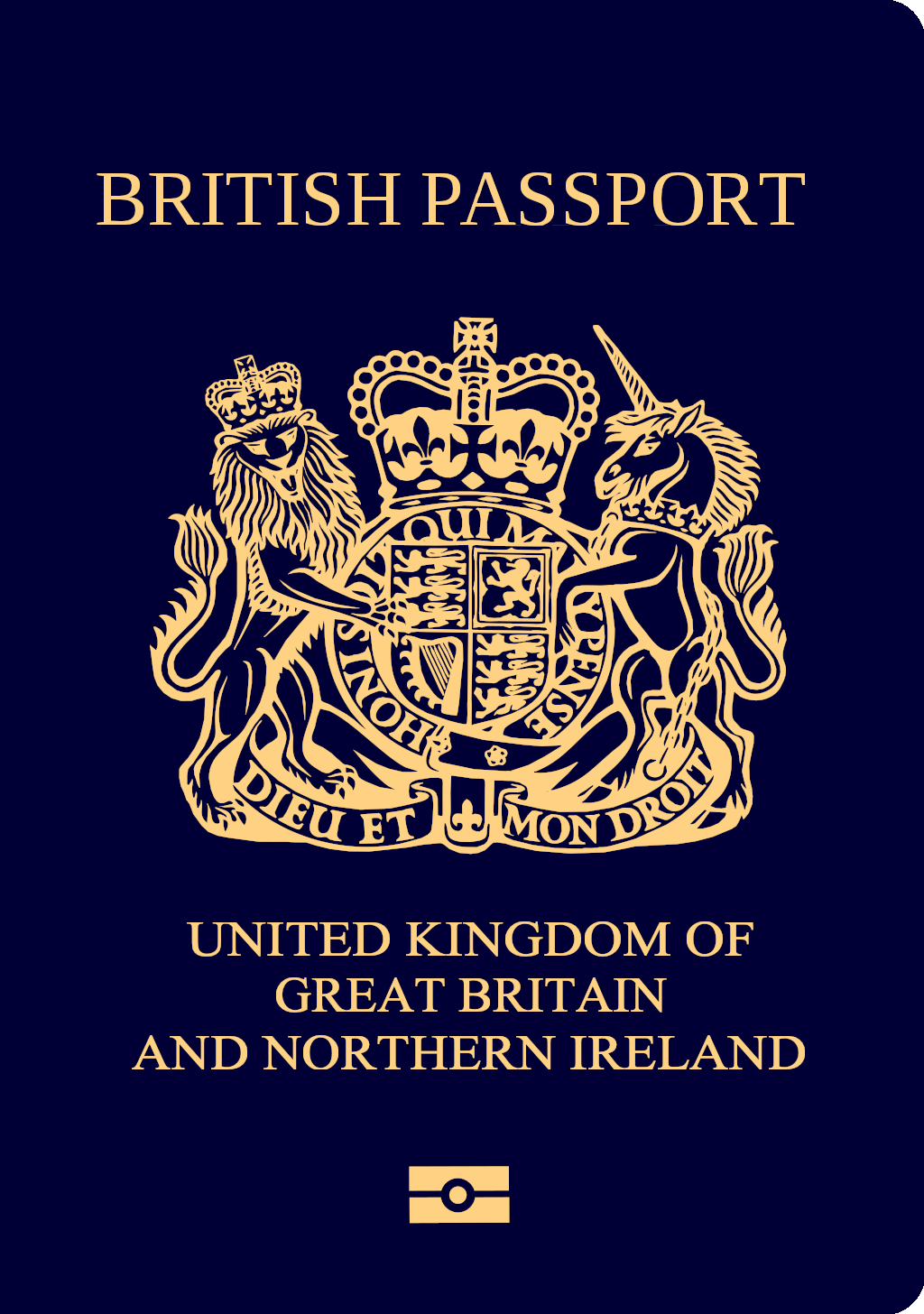
Portada del pasaporte británico, utilizado actualmente tras el Brexit.

Tras ser tratados como ciudadanos de segunda clase durante muchos años, desde el 1 de enero de 1983, los isleños han sido ciudadanos británicos de pleno derecho, conforme a lo dispuesto en la British Nationality (Falkland Islands) Act 1983 (Acta de Nacionalidad Británica de las Islas Malvinas de 1983), permitiéndoles el acceso a un pasaporte británico. Hasta entonces no eran considerados británicos, para no ceder al argumento argentino de solamente dos partes en el conflicto de soberanía.
Hasta 1983, los malvinenses solamente obtenían una partida de nacimiento indicando que eran de las «Falkland Islands». Según Alejandro Betts, los malvinenses hasta ese año «no éramos reconocidos como ciudadanos británicos, ni de primera, segunda, tercera, ni cuarta». Desde entonces los nacidos en el Hospital Memorial Rey Eduardo VII, único hospital de las islas, son plenamente británicos.
Antes de 1983, los que podían viajar fuera de las islas lo hacían con un pasaporte colonial que requería un visado turístico de 90 días para poder ingresar al Reino Unido.
El Acta de Nacionalidad Británica de 1983, en realidad se trata de una reforma del Acta de Nacionalidad Británica de 1981 creada exclusivamente para los malvinenses, tras la guerra de las Malvinas. Allí, y en la ley de nacionalidad británica, está contenida la definición del término de «súbdito británico».
La British Overseas Territories Act 2002 extendió la ciudadanía británica a todas las dependencias de ultramar del Reino Unido. La ley de nacionalidad de 1983 no les negaba el derecho de ciudadanía británica a los malvinenses, pero ellos debían solicitarla. Desde 2002, se considera que la adquieren por el solo hecho del nacimiento. Además, desde ese año son considerados ciudadanos del Reino Unido para la Unión Europea con todos sus derechos y deberes.
En el censo de 2012, la mayoría de los residentes describieron su nacionalidad como "Falkland Islander" (un 59 %), seguido por los británicos (29 %), originarios de Santa Helena (9,8 %) y chilenos (5,4 %). En dicho censo por primera vez no se brindó información sobre el lugar de nacimiento de los habitantes, sino su «identidad nacional». Según la postura argentina, esto significó una «clara muestra» de que muchos de los que se autodefinen como «isleños» son en realidad ciudadanos británicos llegados de Europa. La mayoría de ellos se desempeña en el gobierno o la legislatura, en empresas o como formadores de opinión en los medios locales.
En 2014, el gobierno colonial anunció sus intenciones de emitir pasaportes propios del territorio británico de ultramar que incluirán la leyenda «Falkland Islands» en la portada. Si bien cada territorio de ultramar tiene la opción de elegir ello, la mayoría de los malvinenses mantienen un pasaporte británico del Reino Unido y la Unión Europea.

##### Estatus de las Islas Malvinas
El «Estatus de las Islas Malvinas» (Falkland Islands Status) es un "estatus legal" del gobierno británico del territorio definido por el artículo 22 (5) de la Constitución de las Islas Malvinas y la Ordenanza del Falkland Islands Status de 2007, que se considera que es lo más cercano a la ciudadanía que puede otorgar el gobierno británico de las islas. El Consejo Ejecutivo de las Islas examina las solicitudes de estatus cuatro veces al año, en enero, abril, julio y octubre y asesora al Gobernador en cuanto a si pueden o no ser aceptados. Esto se aplica para residentes británicos y extranjeros que se establecen en las islas.
En 1997, la Corona británica «en ejercicio de los poderes otorgados por las British Settlements Acts de 1887 y 1945», había suscrito una enmienda a la Constitución de las Islas estableciendo que solo pueden gozar del «estatus» de «persona perteneciente a las islas Falkland (Malvinas)»:

a) Los nativos.
b) Los que, no habiendo nacido en las islas, sean hijos de padre o madre malvinenses; esto, siempre que siendo residentes, su padre o madre se hayan naturalizado o registrado como malvinenses, o como súbditos de la Corona.
c) Los nativos de un país de la Mancomunidad Británica de Naciones, que hayan residido en las islas desde el 1 de septiembre de 1990, o que hayan recibido el estatus de malvinenses con anterioridad y no lo hayan perdido.
d) Los cónyuges, siempre que convivan.
e) Los cónyuges supérstites.
f) El hijo, hijastro o niño legalmente adoptado de tal persona.

#### Nacionalidad argentina
La disposición transitoria primera de la Constitución de la Nación Argentina establece desde 1994 que:

La Nación Argentina ratifica su legítima e imprescriptible soberanía sobre las islas Malvinas, Georgias del Sur y Sandwich del Sur y los espacios marítimos e insulares correspondientes, por ser parte integrante del territorio nacional.

La recuperación de dichos territorios y el ejercicio pleno de la soberanía, respetando el modo de vida de sus habitantes, y conforme a los principios del Derecho Internacional, constituyen un objetivo permanente e irrenunciable del pueblo argentino.

Además, la ley nacional argentina N.º 346 establece en su artículo 1: «Son argentinos: 1.- Todos los argentinos nacidos o que nazcan en el territorio de la República, sea cual fuere la nacionalidad de sus padres (...)» (principio de ius soli).
Por el artículo 3 de la ley N.º 23.059: «Se declaran inválidas y sin ningún efecto jurídico las pérdidas o cancelaciones de la nacionalidad argentina (...)» (principio de nacionalidad perenne).
Por lo tanto, según la legislación argentina, las islas Malvinas, Georgias del Sur y Sandwich del Sur son argentinas, y las personas nacidas en esos archipiélagos son argentinas de iure por «pertenecer al territorio nacional», y pueden solicitar un certificado de nacimiento argentino, un Documento Nacional de Identidad y un pasaporte argentino si así lo desean. Se trata de una decisión totalmente voluntaria de quienes tienen el derecho de hacerlo.
Asimismo, a pesar de que esos territorios estén considerados por Argentina como «ocupados ilegalmente por el Reino Unido», la ley reconoce que los nacidos allí no pierden su ciudadanía natural argentina, aunque acepten ser ciudadanos de otro Estado extranjero.
El 17 de febrero de 1933, el subsecretario de Relaciones Exteriores y Culto, Carlos A. Alcorta, dirigió una circular a todas las misiones diplomáticas de la Argentina, advirtiendo que las personas nacidas en las islas Malvinas eran «de nacionalidad argentina» y, por lo tanto, no podía visárseles el pasaporte británico sino que «debía serles extendido» un pasaporte argentino.
En 2003, Rodolfo Terragno presentó un proyecto de ley ante el Congreso Nacional Argentino para modificar la ley 346, incorportando los siguientes artículos:

Mientras dure la ocupación ilegal de las islas Malvinas, Georgias del Sur y Sandwich del Sur, esta disposición no regirá para las personas nacidas o por nacer en dichas islas, salvo aquellas que requieran de las autoridades de la Nación se las admita como nativas de la República Argentina.

En caso de haber tenido un solicitante dos años de residencia continua en las islas Malvinas, Georgias del Sur o Sandwich del Sur, se considerará cumplido este requisito.

La nacionalidad natural renace ante la solicitud del nacido en las islas. Si una persona, nacida en las Malvinas, solicita la nacionalidad argentina, se le reconocerá la «nacionalidad natural»; es decir, será reputada nativa de la República Argentina. Podría argumentarse que, siendo las Malvinas parte del territorio nacional conforme la Constitución, esta previsión es superflua. No lo es porque, después de disponer que la ocupación ilegal y el mantenimiento de un claustro poblacional suspenden la aplicación del ius soli, el proyecto quiere que la nacionalidad natural recupera su validez (sin esperar al cese de la ocupación ilegal) en el caso de toda persona nacida en las islas que se reconozca como natural de la República Argentina.

A los fines de la nacionalizción, la residencia en las islas se equipara con la residencia en territorios no ocupados. En caso de personas que no tengan nacionalidad argentina ni británica, pero que acrediten dos años de residencia continua en las Malvinas, podrán nacionalizarse argentinos, como si hubiesen tenido residencia en cualquier punto del territorio nacional libre de ocupación extranjera. También en este caso podría alegarse que eso debe ser así por aplicación de la Constitución, pero habiendo establecido que la ocupación ilegal y el claustro poblacional afectan el régimen de nacionalidad con relación a las Malvinas, conviene que la ley haga explícito que, a los efectos del extranjero que aspira a nacionalizarse argentino, la residencia en las islas equivale a la residencia en cualquier punto no ocupado del territorio nacional.

##### Adopción de la nacionalidad argentina

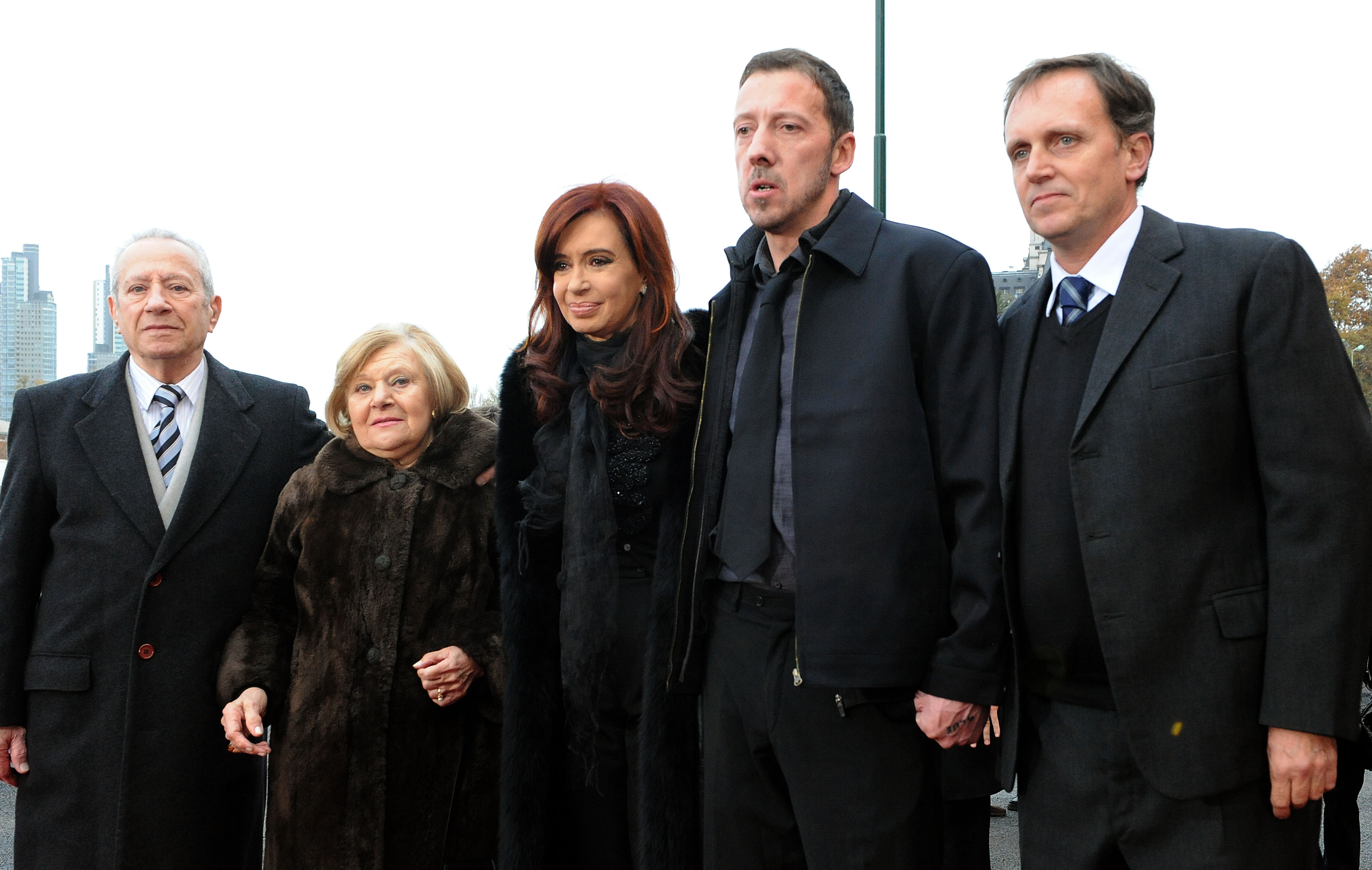
James Peck, isleño con documentación argentina. Fue el primer malvinense en inscribir su partida de nacimiento en Tierra del Fuego.

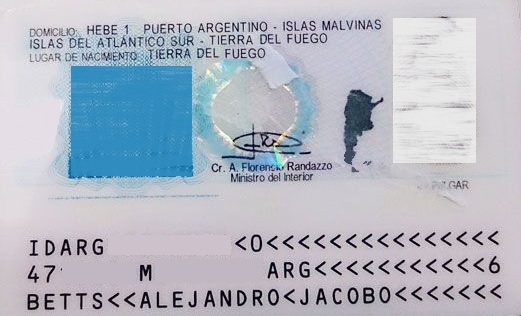
Reverso del DNI de Alejandro Betts con el domicilio en Puerto Argentino.

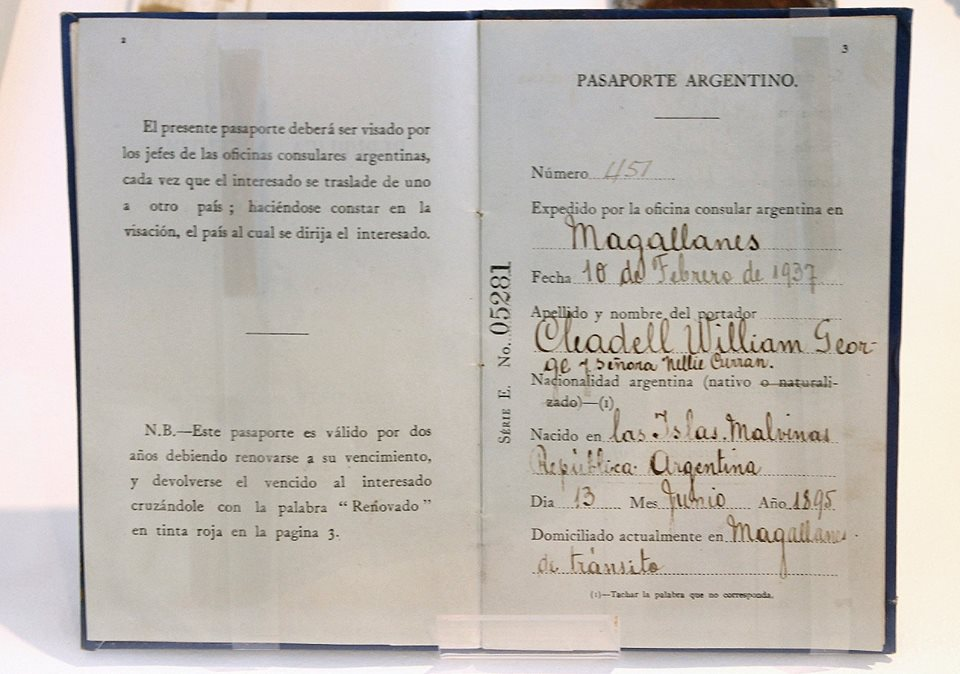
Pasaporte de William George Gleadell, nacido en Malvinas en 1895, expedido en 1937 en el consulado argentino de Punta Arenas.

Numerosos isleños y sus descendientes han adoptado la nacionalidad argentina, entre ellos Alejandro Betts, James Peck, James Douglas Lewis, Yolanda Bertrand, Soledad Rende, Derek Rozee, Ethel Turner, Pablo Betts (hijo de Alejandro), Juan Alejandro Reid (hijo del argentino Reynaldo Ernesto Reid), James Lewis, Frank Ushuaia Lewis, entre muchos otros. Algunos de ellos han tramitado sus documentos argentinos en Ushuaia, ya que debido a la ley nacional 26552 que estableció los límites de la provincia de Tierra del Fuego, Antártida e Islas del Atlántico Sur, las Malvinas forman parte de la misma. Algunos de ellos también participan junto con la delegación argentina ante el Comité de Descolonización de las Naciones Unidas. Los descendientes de malvinenses nacidos antes de 1833 conservaron su ciudadanía argentina.
En la provincia de Santa Cruz a finales del siglo XIX y a lo largo del siglo XX muchos malvinenses se asentaron en las estancias de cría de ovejas, principalmente como esquiladores y propietarios de campos o comercios, ayudando en el nacimiento de nuevos poblados y manteniendo vínculos entre las islas y el continente. Carlos María Moyano, primer gobernador del Territorio Nacional de Santa Cruz, se casó con una joven kelper. Los malvinenses también han dejado descendencia al casarse y tener hijos con argentinos. Hay descendientes de malvinenses de segunda y tercera generación habitando en Santa Cruz. En 2014, el Observatorio Patagónico sobre la Cuestión Malvinas comenzó a desarrollar el proyecto «Enlace Malvinas. Raíces del futuro», del que participan integrantes de familias de la Patagonia Argentina que son descendientes de malvinenses para dar a conocer los lazos históricos y culturales que existen entre pobladores de la Patagonia y las Malvinas.
El 1 de mayo de 1922, el vicecónsul británico en Punta Arenas, Chile, informó que el cónsul argentino se había negado a visar el pasaporte de un súbdito británico, nacido en las Malvinas, sosteniendo que los nacidos de las Malvinas «eran ciudadanos argentinos ipso facto». El 6 de mayo de 1927, el entonces ministro de Guerra, Agustín P. Justo, se dirigió al entonces ministro de Relaciones Exteriores y Culto, Ángel Gallardo, para efectuarle una consulta relativa a una solicitud de enrolamiento, presentada por Juan Walker, nacido en las Malvinas. En la nota, Justo decía:

Este Ministerio entiende que, considerándose a las islas Malvinas parte integrante del territorio de la República y no existiendo allí oficinas enroladoras, corresponde el enrolamiento como argentino al ciudadano que se presente y manifieste el deseo de enrolarse ante cualquier oficina enroladora del país, siempre que presente el documento habilitante de su nacimiento.

El consejero legal Isidoro Ruiz Moreno dictaminó el 20 de mayo que, «considerándose a las islas como parte del territorio argentino, el hecho que a causa de un acto de fuerza la República Argentina se viera imposibilitada de hacer efectivo el territorio de su soberanía no obstaba al empadronamiento solicitado». Walker fue enrolado, trámite que se cumplió en Puerto San Julián, provincia de Santa Cruz.
En octubre de 1974, Pedro Mc Leod, recibió su Documento Nacional de Identidad argentino en manos de la entonces Presidenta María Estela Martínez de Perón en su despacho en Casa Rosada.
Ricardo Patterson, nacido en Puerto San Julián, provincia de Santa Cruz, es el único descendiente de malvinenses en acceder a una banca en el Congreso Nacional Argentino. Fue diputado nacional por su provincia entre 1993-1997 y 1999-2003.
En junio de 2014 Alejandro Betts gestionó su nuevo DNI en Ushuaia y se hizo anotar la dirección que tenía en Puerto Argentino/Stanley (número 1 de calle Hebe) antes del conflicto de 1982. Betts es el único malvinense radicado en la Argentina continental que posee en su documento un domicilio de las islas. Debido a esto, en 2015, el Juzgado Electoral de la provincia de Tierra del Fuego y la Junta Electoral Municipal de Ushuaia invitaron a Betts participar de las elecciones provinciales en dicha ciudad por ser ciudadano fueguino, votando en la Primera Sección Electoral y en la Mesa N.º 1 de la capital provincial. Es la primera vez que un ciudadano argentino nacido en las Malvinas está empadronado en las islas y en condiciones de votar en Tierra del Fuego.
Al día siguiente de emitir su voto el 21 de junio, se anunció que Betts sería candidato al Parlamento del Mercosur por la provincia de Tierra del Fuego. Betts se convirtió así en el primer malvinense que se postulaba para un cargo nacional en la Argentina.
Para las elecciones primarias del 9 de agosto de 2015, el padrón de electores de Tierra del Fuego incorporó a cinco ciudadanos argentinos nacidos en las Malvinas y radicados en territorio continental.
El último malvinense hasta el momento en solicitar su Documento Nacional de Identidad argentino, y de esta forma, reafirmando la soberanía argentina sobre el archipiélago, fue Jamie Falkland Anderson (nacido en la isla Dunbar) en el año 2017.

#### Acuerdos de nacionalidad

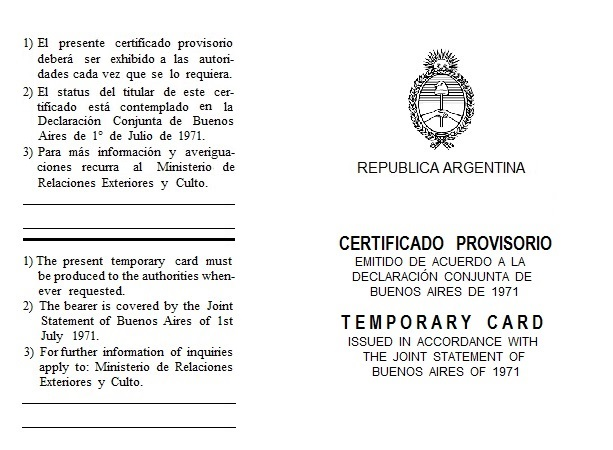
Reverso del certificado provisorio según el convenio de comunicaciones de 1971..

En el marco de las Negociaciones para la transferencia de soberanía de las islas Malvinas de la década de 1970, una Declaración Conjunta referente a comunicaciones entre las Islas Malvinas y el territorio continental argentino fue firmada el 1 de julio de 1971 y publicada en el Boletín Oficial de la República Argentina el 20 de marzo de 1972. A raíz de ese convenio fueron establecidas comunicaciones permanentes entre las Malvinas y el territorio continental argentino. Los pasaportes de cada país fueron sustituidos por un documento que emitían por igual las autoridades argentinas y británicas.
En una ronda de negociaciones de 1973, Argentina presentó nueve salvaguardas para los isleños, incluyendo un régimen opcional de ciudadanía. Al año siguiente surgió la posibilidad de establecer un condominio anglo-argentino, proponiendo que los habitantes de las islas tuvieran doble nacionalidad.

### Ascendencia e inmigración

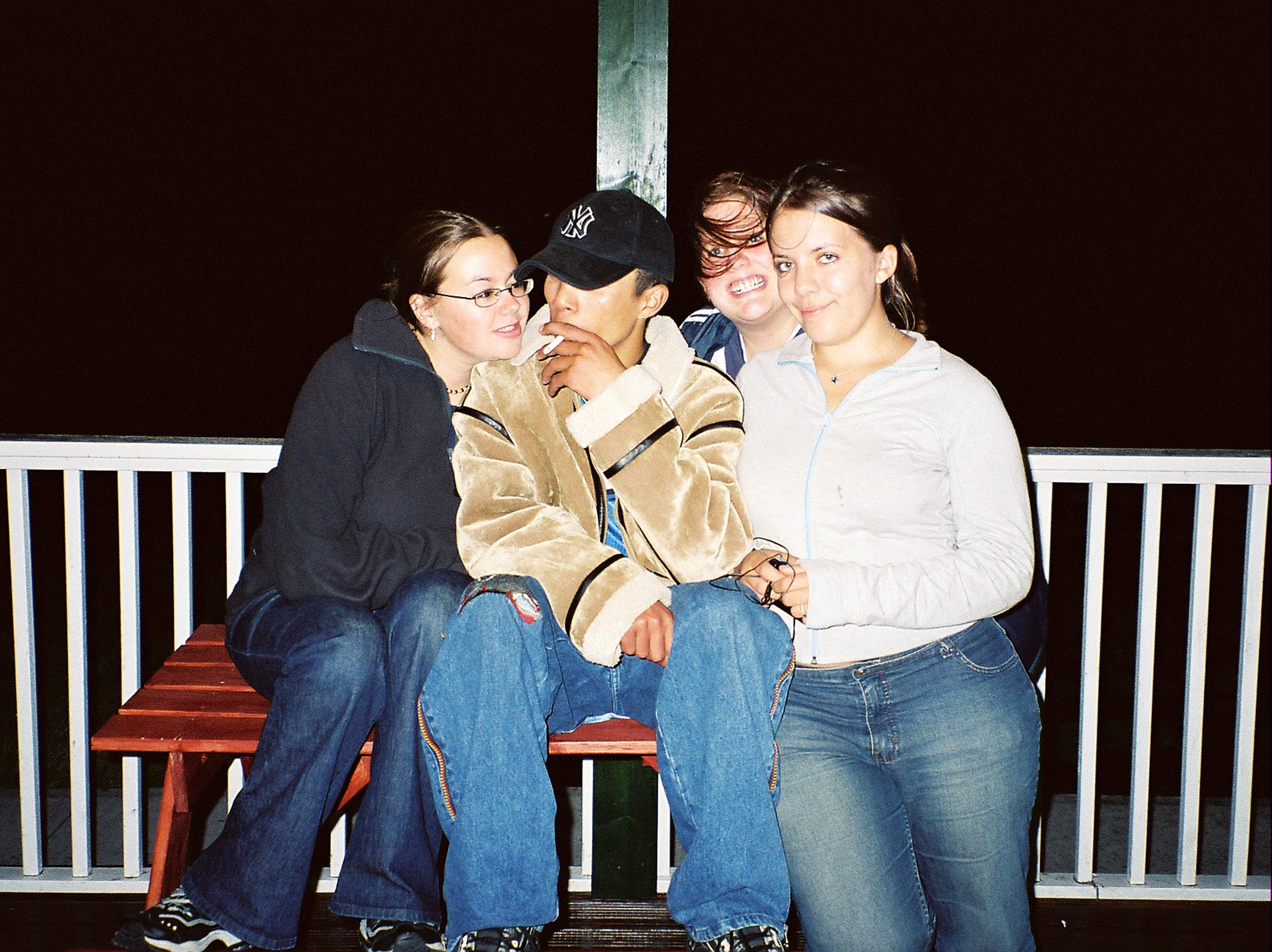
Jóvenes isleños.

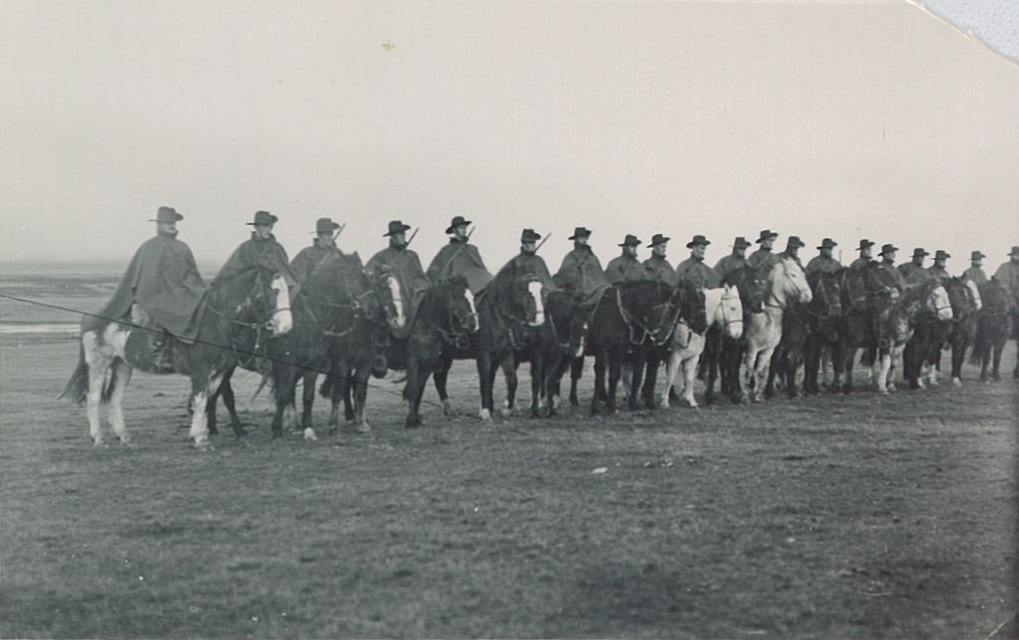
Miembros de la policía de defensa de las islas montados a caballo hacia 1914.

Los kelpers son en su mayoría descendiente de británicos (aproximadamente el 70 %), principalmente descendientes de galeses y escoceses asentados en el territorio desde 1833. Los ciudadanos del Reino Unido que han obtenido el estatus de residentes en las islas son conocidos como belongers. No obstante, existen también individuos con ascendencia escandinava, francesa y gibraltareña, entre otras.
Otra parte de la población está formada por los descendientes de los balleneros que arribaron en los siglos pasados. Finalmente, el restante de la población está compuesto por una minoría de americanos (principalmente alrededor de 250 chilenos) y algunos individuos provenientes de Santa Elena y Tristán de Acuña, que han llegado a las islas en búsqueda de trabajo. También hay oriundos de Australia, Nueva Zelanda, Alemania, entre otros países que no superan grupos de diez personas. El censo de 2006 indicó que solo un tercio de los residentes nacieron en el archipiélago y que algunos residentes de origen extranjero se habían asimilado en la cultura local.
En el censo de 2012 se indicó que unos 38 nacidos en la parte continental de la Argentina viven en las islas, de las cuales solo cinco eran ciudadanos argentinos.
Según Rodolfo Terragno, la población de las islas está «ficticiamente conformada» por el predominio de la ascendencia británica, donde los argentinos continentales no pueden radicarse, ni adquirir propiedades (para lo cual se requiere una licencia) o tener intereses comerciales (para lo cual hay que registrarse). Los argentinos no son admitidos «siquiera como trabajadores temporales». Como lo señala el gobierno de las islas, «para los puestos que no pueden ser cubiertos con residentes, se recluta personal fuera de las islas, normalmente del Reino Unido, Santa Elena, Australia o Nueva Zelanda, con contratos a plazo fijo». Para trabajar en las islas se requiere un permiso expedido por el gobierno isleño.

#### Lugar de nacimiento
No todos los malvinenses nacieron en el Hospital Memorial Rey Eduardo VII, de la capital isleña y único hospital del territorio. Muchos han nacido en la parte continental de Argentina, en Chile o en el Reino Unido, por razones médicas, pero son considerados por las estadísticas como Falkland Islanders si el bebé y la familia regresa al territorio antes de los seis meses de edad del pequeño. El censo de 2006 registró 59 nacimientos en el Reino Unido, 14 en Argentina, 2 en Chile y uno en Santa Elena.

### Emigración

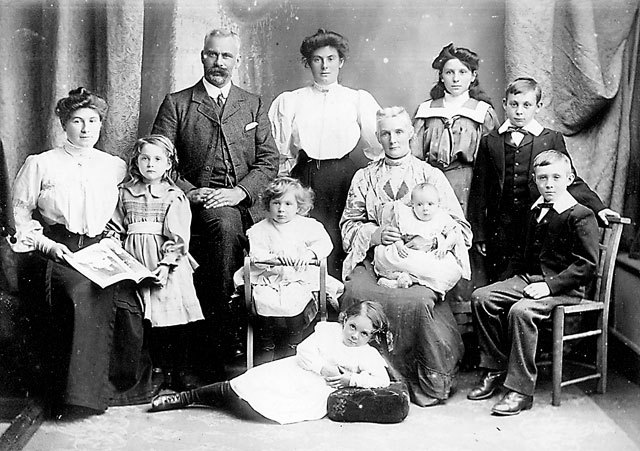
John Edward Rudd y Anne Mc Call (nacidos en Malvinas), fundadores de la estancia Cabo Buen Tiempo (en la provincia de Santa Cruz, Argentina continental), con algunos de sus hijos, alrededor de 1900.

Muchos colonos de las Malvinas emigraron a la Patagonia, tanto argentina como chilena. En el caso de Chile, se concentran en particular en la Región de Magallanes y de la Antártica Chilena, siguiendo las oportunidades que presentaba la cría de ovejas. La mayoría eran de origen o ascendencia británica, aunque también hubo otras nacionalidades. En el caso de la Patagonia argentina, allí existe una notable población descendiente de malvinenses, principalmente en la provincia de Santa Cruz donde muchos isleños se asentaron en siglos pasados para trabajar principalmente en estancias y en la cría de ovejas.
El censo de 2002 en Chile registró a tres nacidos en las Malvinas viviendo en dicho país sudamericano.

## Cultura

### Religión
La religión predominante es el cristianismo, de las cuales las denominaciones principales son la Iglesia de Inglaterra, católica, la Iglesia Unida Libre, y luterana. Los números más pequeños son los Testigos de Jehová, los Adventistas del Séptimo Día y ortodoxos griegos. También hay una congregación Bahá'í.

### Idioma
El inglés es el idioma oficial. El dialecto inglés malvinense es el hablado por los isleños y cuenta con influencia del español rioplatense y una pronunciación que se parece a la del inglés australiano. Las palabras utilizadas en castellano son las relacionadas con los caballos y actividades del campo, producto de la influencia de los habitantes gauchos rioplatenses hacia el siglo XIX. Ejemplos: ‘alizan’, ‘colorao’, ‘negro’, ‘blanco’, ‘gotiao’, ‘picasso’, ‘sarco’, ‘rabincana’, ‘bosal’, ‘cabresta’, ‘bastos’, ‘cinch’, ‘conjinilla’, ‘meletas’, ‘tientas’, ‘manares’, entre otras.

### Símbolos

El primer sello de las islas usado entre 1876 y 1925, incluye una imagen del buque HMS Hebe que llevó a las islas a los primeros colonizadores británicos.

La bandera del territorio británico de ultramar de las Islas Malvinas en su forma actual fue aprobada el 25 de enero de 1999. Es un Pabellón Azul con la bandera del Reino Unido en el cantón (esquina superior izquierda) y el escudo de las Islas Malvinas superpuesto, que tiene al pie el lema Desire the Right (en español, «Desea lo justo»). Desde su creación, la bandera es utilizada para representar a las islas en el ámbito internacional, como por ejemplo en los Juegos de la Mancomunidad. Argentina, y el resto de los países de América del Sur consideran «ilegal» a la bandera. Al mismo tiempo, la bandera de Argentina es mal vista en las islas y su despliegue está prohibido por la «sensibilidad» de los malvinenses.
El Gobierno británico de las Islas Malvinas no posee una canción patria oficial propia, por lo tanto, utiliza el Dios salve al Rey del Reino Unido. En algunos eventos deportivos de los Juegos de la Mancomunidad, donde participan las colonias británicas, las delegaciones malvinenses son representadas con una letra denominada Canción de las Malvinas, que fue escrita en la década de 1930 por el docente Christopher Lanham. A principios de 2015, el empresario británico y ex legislador Dick Sawle presentó lo que el denominó un himno para las islas. Tiene cuatro estrofas y se titula «Falklands Libres y Justas». La primera mitad del himno propuesto hace referencia a la geografía de las islas, mientras que la otra concluye mencionando a los soldados caídos durante la guerra de 1982.

### Deportes
El fútbol es el deporte de mayor popularidad en las islas, hay una liga de fútbol local y una selección propia que no es reconocida por la FIFA. Entre los deportistas kelpers se ha destacado Louis Baillon (nacido en Bahía Fox) que compitió en los Juegos Olímpicos de 1908 en el equipo de hockey sobre césped del Reino Unido. La edición del 2014 celebrada en Glasgow, Escocia, fue la que contó con más participantes kelpers. Allí viajaron 25 competidores de tres disciplinas: bádminton, bolos sobre hierba y tiro.

## En la cultura popular
Fuckland es una película argentina filmada en 1999 y estrenada en 2000 donde el protagonista Fabián Stratas, un mago y comediante de Buenos Aires ahorra dinero de sus actuaciones y viaja con una cámara oculta durante una semana a las Malvinas con el objetivo de embarazar a las mujeres nativas de origen británico, kelpers, y lograr repoblar las islas con descendientes argentinos. La teoría del protagonista es que si solo 500 argentinos hacen lo mismo cada año, en menos de 20 años la mitad de la población de las islas sería de ascendencia argentina. Solo hubo dos actores en la película, ya que el resto de las personas que aparecen son todos actores involuntarios kelpers que no sabían que estaban siendo filmados. El estreno causó molestia entre los malvinenses.
En 2012 se estrenó La Asombrosa Excursión de Zamba en las Islas Malvinas, un programa infantil del canal argentino Pakapaka. En una escena Zamba, el personaje principal, discute con un niño kelper y un militar británico sobre la soberanía del archipiélago. En la escena final aparecen Zamba y sus amigos junto con niños kelpers bailando y jugando.
En 2014, José Mujica, presidente de Uruguay, propuso en una entrevista que los argentinos recuperen soberanía en las islas «con las mujeres» kelpers, en lo que él denominó «una invasión a cobija».